# 沃镇
沃镇（義大利語：Vo'）是意大利威尼托大区帕多瓦省的一个市镇。总面积20.42平方公里，人口3421人，人口密度167.5人/平方公里（2009年）。国家统计（ISTAT）代码为028105。